# Умаханов, Умахан Магомедгаджиевич
Умаха́н Магомедгаджи́евич Умаха́нов (род. 25 мая 1965 г., Анди, Ботлихский район, Дагестанская АССР, РСФСР, СССР) — бывший депутат Государственной думы VI и VII созыва, бывший заместитель председателя комитета по делам СНГ, евразийской интеграции и связям с соотечественниками, бывший член комиссии Госдумы по правовому обеспечению развития организаций оборонно-промышленного комплекса Российской Федерации, бывший член фракции «Единая Россия».

## Биография
С 1983 по 1985 год проходил военную службу в рядах Советской армии в Саратове. В 1999 году принимал участие в боевых действиях на Северном Кавказе.
Приходится зятем (мужем сестры) бизнесменам и политикам братьям Магомеду и Зиявудину Магомедовым.

## Образование
В 2003 году окончил зооинженерный факультет Саратовского государственного аграрного университета им. Н. И. Вавилова. С 2008 года Почётный профессор Московского института международного бизнеса при Всероссийской Академии внешней торговли Минэкономразвития РФ.

## Предпринимательская деятельность
В 1985 году начал трудовую деятельность в крестьянском фермерском хозяйстве. В 2007 году основал агропромышленную компанию ООО «Евроинвест». С 2015 года является автором-изобретателем и главным конструктором модернизированной зенитной установки. В 2014 году оказался самым высокодоходным депутатом Государственной думы из Дагестана с доходом 42 млн 595 тыс. рублей.
Курирует строительство агротехнопарка «АгроДагИталия» на базе итальянских модулей. Проект реализуется в формате частно-государственного партнёрства. Вместе с супругой владеет ЗАО «Жуковка *****», которому принадлежит ООО «Агротехнопарк „АгроДагИталия“».
Также ему принадлежит Подольский электромеханический завод, через коммерческую структуру ЗАО «ЖУКОВКА*****», которой принадлежат  более 50% акций оборонного предприятия,

## Политическая деятельность
В 2004 году занял пост Первого Вице-президента Международного гуманитарного Фонда СНГ.
В декабре 2011 года был избран депутатом Государственной думы Федерального собрания РФ VI созыва от республики Дагестан. Входит в состав Комитета по делам Содружества Независимых Государств и связям с соотечественниками. В июне 2013 года был избран Почётным председателем региональной общественной организации «Союз лиц, участвовавших в защите конституционного строя „Дагестан — 1999“».
В 2015 году избран председателем Дагестанского отделения Российского исторического общества.
В сентябре 2016 года избран депутатом Государственной думы Федерального собрания РФ VII созыва от Северного одномандатного избирательного округа № 10 Республики Дагестан. Заместитель председателя комитета ГД по делам Содружества Независимых Государств, евразийской интеграции и связям с соотечественниками.

## Законотворческая деятельность
С 2011 по 2019 год, в течение исполнения полномочий депутата Государственной Думы VI и VII созыва, выступил соавтором 75 законодательных инициатив и поправок к проектам федеральных законов.

## Награды и премии
- Благодарность Верховного Главнокомандующего Вооружёнными силами Российской Федерации В. В. Путина «За самоотверженность и отвагу, проявленные при защите Отечества» (2000 г.);
- Орден Мужества (2002 г.);
- Народный Герой Дагестана;
- благодарность Председателя Государственной думы РФ;
- Почётная грамота Правительства Российской Федерации;
- Благодарность Правительства Российской Федерации (20 июля 2019 года) — за большой вклад в развитие российского парламентаризма и активную законотворческую деятельность[7];
- Почётная грамота Государственной думы РФ;
- именное оружие «За большой вклад в дело установления мира и согласия на Кавказе» (2010 г.).
- Юбилейная медаль «МПА СНГ. 25 лет» (13 октября 2017 года) — за заслуги в деле развития и укрепления парламентаризма, за вклад в развитие и совершенствование правовых основ функционирования Содружества Независимых Государств, укрепление международных связей и межпарламентского сотрудничества[8].